# Túpac Yupanqui
Túpac Yupanqui  (Quíchua: Tupaq Inka Yupanki, 1441 - 1493), um dos últimos governantes foi décimo Sapa Inca e o 2º Inca do Tawantinsuyu. Sendo o sucessor de Pachacuti. Ele assumiu o co-reinado provavelmente entre os 25 e 30 anos (entre 1466 e 1471). Em seguida, após a morte de seu pai, passou a controlar absolutamente o poder, nesta época devia ter pouco mais que 30 anos. Governou de 1471 até sua morte, em 1493.

## Vida
Inicialmente, Pachacuti escolheu como seu sucessor seu primogênito Amaru Inca Yupanqui, mas este era muito pacato e bondoso. Tais atitudes fizeram Pachacuti, mudar a escolha e nomeou como seu sucessor seu outro filho, Tupac Yupanqui. Quando Pachacuti já estava muito velho deixou que Tupac assumisse quase todo a poder (co-governo).

### Chefe do Exército
Seu pai o nomeou chefe do exército Inca em 1463. Ele expandiu o reino em direção ao norte, ao Chinchaysuyo, ao longo dos Andes, conquistou os Chachapoyas, Huambos e Guayacondos. Ele enfrentou o Império Chimu, direcionando sua atenção para sua capital, a murada: Chan Chan. Túpac Yupanqui desenvolveu uma estratégia, desviar o rio Moche, o fornecedor principal de água para Chan Chan. Como a cidade estava localizada no deserto, não demorou muitos dias para que anunciasse a rendição. Passando pelo atual Equador, e desenvolveu um gosto particular pela cidade de Quito, que ele reconstruiu com arquitetos de Cusco. Durante esse período, seu pai Pachacuti, reorganizou o Curacado de Cusco transformando-o no Tawantinsuyu ("quatro províncias").

#### Descobrimento da Polinésia
Em 1465, Tupac Yupanqui liderou uma expedição através do Pacífico, alistando-se uma grande frota de balças onde foram embarcados cerca de 20.000 expedicionários. Possivelmente sua expedição visitou as Ilhas Galápagos, Ilha de Páscoa, atingindo inclusive o Arquipélago de Tuamotu e as ilhas Mangareva na Polinésia Francesa.  

### Governo
Devido às leis incas, Tupac Yupanqui tinha que ser reconhecido como auqui (príncipe), pelas panacas reais de Cusco para se tornar Sapa Inca. Para atender a este requisito essencial, que estava lutando pela conquista de Quito, retornou com a família real para Cusco. Quando Tupac Yupanqui chegou a Cusco com seu filho, Pachacuti veio recebe-los para conhecer o neto. E o menino causou tão boa impressão sobre o velho que este pediu a criança para comandar o exército Inca até a fortaleza de Sacsayhuaman , onde seriam feitas as cerimonias oficiais. O jovem príncipe Huayna Capac realizou tão bem a tarefa que Pachacuti fez dele seu favorito e cimentou a sua futura eminência como Inca.
Se tornou Imperador Inca em consequência da morte de seu pai, ocorrida em 1471 com cerca de 30 anos de idade. Conquistou os Chimus, neste momento o maior adversário dos Incas.

#### Conquistas ao sul do Império
Nos capítulos XXXIII a XXXV, da crônica Suma y Narración de los Incas, de Juan de Betanzos  descreve-se a rebelião dos Collas (a maior tribo Aimarás que vivia próximo ao lago Titicaca)  que Tupac Yupanqui enfrentou perseguindo-os inicialmente até Arapa (perto de Puno), depois até Chuquiabo (atual cidade de La Paz) em seguida a Urocoto (provavelmente Oronkota, a nordeste do atual departamento de Potosí, Bolívia) até a província dos Moyos Moyos  (atual departamento de Tarija), em um forte chamado Tongoche. onde destruiu toda a resistência Colla. Após a luta com so Collas, Tupac Yupanqui prosseguiu em sua campanha ao sul atingindo a bacia do Rio da Prata e entrando no Chile, retornando para Cusco sete anos após sua partida (provavelmente em 1478).

### Envenenamento
Túpac Yupanqui teria nomeado como seu sucessor Capac Huari, mas finalmente se decidiu por Huayna Capac provocando a ira de Chuqui Ocllo, mãe de Capac Huari. Este fato parece para ter sido o gatilho que levou Chuqui Ocllo a envenenar Túpac Yupanqui. Ela declarou que Túpac Inca mudara de ideia quando estava morrendo e logo veio a falecer em 1493. Depois de muitos protestos de Mama Ocllo (mãe de Huayna Capac) conseguiu-se provar o envenenamento levando Chuqui Ocllo e seus cúmplices a serem condenados a morte.
| Precedido por Pachacuti | 10º Cápac Inca Dinastia Hanan Cusco (1471 - 1493) | Sucedido por Huayna Capac |
| Precedido por Pachacuti | 2º Inca do Tawantinsuyu (1471 - 1493)             | Sucedido por Huayna Capac |